# Östmalaysia

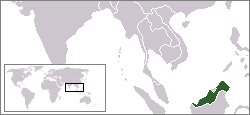
Östmalaysia består av Sabah, Sarawak och Labuan.

Östmalaysia syftar på den del av Malaysia som hör till ön Borneo, d.v.s. delstaterna Sarawak och Sabah samt det federala territoriet Labuan.
Östmalaysia har mindre antal invånare och är inte lika utvecklat som Västmalaysia, men har större landmassa och har betydligt mer naturtillgångar, främst olja och gas.